# Myotis bucharensis
Myotis bucharensis là một loài động vật có vú trong họ Dơi muỗi, bộ Dơi. Loài này được Kuzyakin mô tả năm 1950.